# Martin Engels
Martin Engels (* 12. Dezember 1980 in Wuppertal) ist ein deutscher evangelisch-reformierter Theologe. Von 2015 bis 2019 war er Moderator des Reformierten Bundes in Deutschland.

## Leben
In Lennep und Michigan aufgewachsen, studierte Engels nach dem Abitur in Remscheid ab 2001 Evangelische Theologie in Wuppertal, Heidelberg, Kyoto und Bochum. 2008 legte er in Düsseldorf das Erste Theologische Examen ab und begann 2009 sein Vikariat in der Evangelisch-reformierten Gemeinde Ronsdorf. Nach bestandenem Zweiten Theologischen Examen 2012 wurde Engels zum Projektleiter des Ausstellungsprojektes Gelebte Reformation – Die Barmer Theologische Erklärung an der Gemarker Kirche in Wuppertal-Barmen berufen. Am 10. Juni 2012 wurde Martin Engels in der Reformierten Kirche zu Ronsdorf ordiniert. Von 2014 bis 2018 war er Projektleiter für das Reformationsjubiläum 2017 in der Evangelischen Kirche im Rheinland. Seit dem 1. März 2019 ist Engels Leiter des Evangelischen Forums, einer Einrichtung der Erwachsenenbildung im Kirchenkreis Bonn.
Zum Jahresbeginn 2024 wurde Martin Engels Beauftragter der Evangelischen Kirche im Rheinland, der Evangelischen Kirche von Westfalen und der Lippischen Landeskirche bei Landtag und Landesregierung in Nordrhein-Westfalen mit Dienstsitz in Düsseldorf.

## Schriften (in Auswahl)
- Europe’s Road to Justice – The Project: „Europe Covenanting for Justice“. In: Martina Wasserloos-Strunk, Martin Engels (Hrsg.): Break the Chains of Oppression and the Yoke of Injustice and let the Oppressed go free. Hannover 2010, S. 111f.
- Europa auf dem Weg der Gerechtigkeit – Das gemeinsame Projekt „Europe Covenanting for Justice“. In: Martina Wasserloos-Strunk, Martin Engels (Hrsg.): Denken und Handeln für Gerechtigkeit. Ich bin gekommen, dass sie alle das Leben in Fülle haben. Hannover 2011, S. 61–68.
- Europas Bund für wirtschaftliche und ökologische Gerechtigkeit. In: Martina Wasserloos-Strunk, Martin Engels (Hrsg.): Denken und Handeln für Gerechtigkeit. Ich bin gekommen, dass sie alle das Leben in Fülle haben. Hannover 2011, S. 131f.
- Man trifft sich immer zweimal im Leben. Eine Predigt zu Genesis 50,15–21. In: Katholisches Bibelwerk e.V. / Andreas Leinhäuptl: Die Josefsgeschichte. Familienkonflikte, Träume und ein versöhnliches Ende. Stuttgart 2013, S. 124–129.
- Wider die Gleichschaltung. Die Barmer Theologische Erklärung. In: Evangelische Kirche in Deutschland (Hrsg.): Reformation. Macht. Politik. Das Magazin zum Themenjahr 2014 Reformation und Politik. Hannover 2013, S. 84ff.
- Standpunkt der Kirche – Eine thematische Einführung. In: Martin Engels, Antoinette Lepper-Binnewerg (Hrsg.): Gelebte Reformation – Barmer Theologische Erklärung. Begleitbuch zur Ausstellung. Neukirchen-Vluyn 2016, S. 11–14.